# Johan Jespersson
Johan Jespersson, född 1600, död 20 oktober 1665, var en svensk ryttmästare på Lindevad säteri utanför Skänninge. Ett epitafium och gravsten över honom finns bevarade i Vårfrukyrkan, Skänninge.
Han var troligen bror till ryttmästaren Magnus Jespersson Gripensköld, kronofogden Sten Jespersson och Elisabet Jespersdotter.

## Biografi
1660 skänkte Jespersson en oblatask till Vårfrukyrkan, Skänninge. När Jerspersson avled tog brorsonen Jesper Stensson Lindemarck över gården Fallsberg i Allhelgona socken. Brodern Magnus Jespersson Gripensköld tog över gården Lindevad säteri.